# Bothriocera transversa
Bothriocera transversa är en insektsart som beskrevs av Caldwell 1943. Bothriocera transversa ingår i släktet Bothriocera och familjen kilstritar. Inga underarter finns listade i Catalogue of Life.